# Oligoclada nemesis
Oligoclada nemesis är en trollsländeart som först beskrevs av Friedrich Ris 1911.  Oligoclada nemesis ingår i släktet Oligoclada och familjen segeltrollsländor. Inga underarter finns listade i Catalogue of Life.